# Айон-Орос (полуостров)
А́йон-О́рос (А́гион-О́рос, Атос-Айон-Орос, греч. Χερσόνησος του Αγίου Όρους, Святая Гора, Афонский полуостров, Акти, Ακτή) — полуостров на северо-восточном побережье Греции, между заливами Айон-Орос (Сингитикос) и Иерисос (Акантиос) Эгейского моря. На полуострове находится крупнейшее в мире средоточие православного монашества — Афон.
Является крайней восточной оконечностью полуострова Халкидики. Протяжённость с северо-запада на юго-восток — около 60 км, ширина от 7 до 19 км, площадь территории — около 360 км². Рельеф к юго-востоку повышается и переходит в горный хребет, высочайшая вершина которого — гора Афон высотой 2033 м. Крайняя оконечность на востоке — мыс Акратос (Ακρωτήριο Άκραθως, Тимиос-Продромос, Святого Иоанна Крестителя), на юге — мыс Пинес (Нимфеон, Ακρωτήριο Πίννες ή Νυμφαίο, Капо-Санто, итал. Capo Santo).
Главная бухта — Дафни, на побережье которой расположен порт Афон, куда прибывают суда с материка и где находятся таможенный, почтовый и полицейский участки.
Административно относится к особой административной единице Айон-Орос. Административный центр — Карье.
В 1980-х годах по полуострову проложены грунтовые автомобильные дороги, которые используются преимущественно для грузовых перевозок. Дороги соединяют Карье с Дафни и другими концами полуострова.
Полуостров, за исключением вершины Афон и прилегающих скал покрыт богатой растительностью: еловыми, каштановыми и дубовыми лесами, кустарником. В нижней части гор — платаны, в верхней — вересковые пустоши.
На полуострове выращивают цитрусовые, яблони, груши, черешню, грецкие орехи. Посажены виноградники и оливковые плантации.
Снег выпадает редко и держится недолго. С гор стекают ручьи, которые служат источником питьевой воды.

## История
В древности полуостров назывался Акта (Ἀκτή, лат. Acte — «утёс»).
В 492 году до н. э. во время первой греко-персидской войны у полуострова потерпела крушение большая часть персидского флота под предводительством Мардония, которую северо-восточный ветер выбросил на южные скалы Афона. Погибло 300 кораблей и 20 тысяч человек. 12 лет спустя Ксеркс I во время греческого похода приказал прорыть канал для своих судов, который три года рыли на гладком перешейке шириной 12 стадий. Высохшее русло «Ксерксова канала» видно у бухты Провлакас (греч. όρμος Πρόβλακας).

«Ксерксов канал»
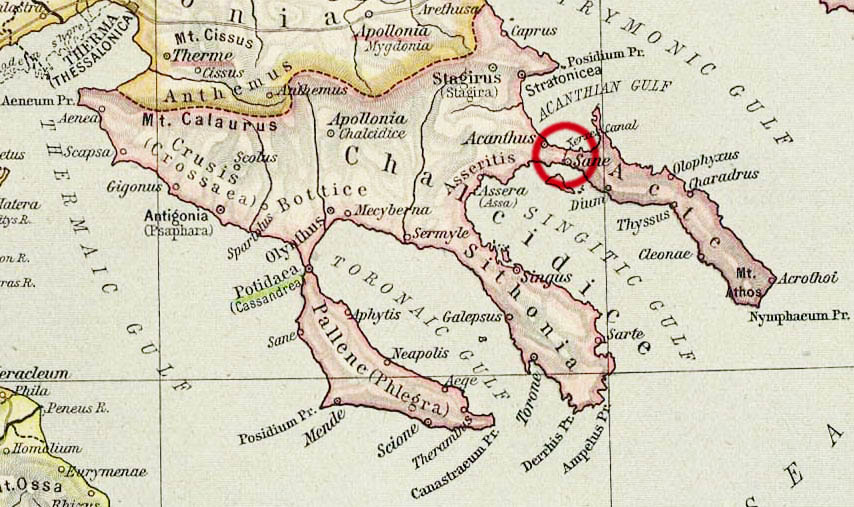
Карта с указанием положения канала
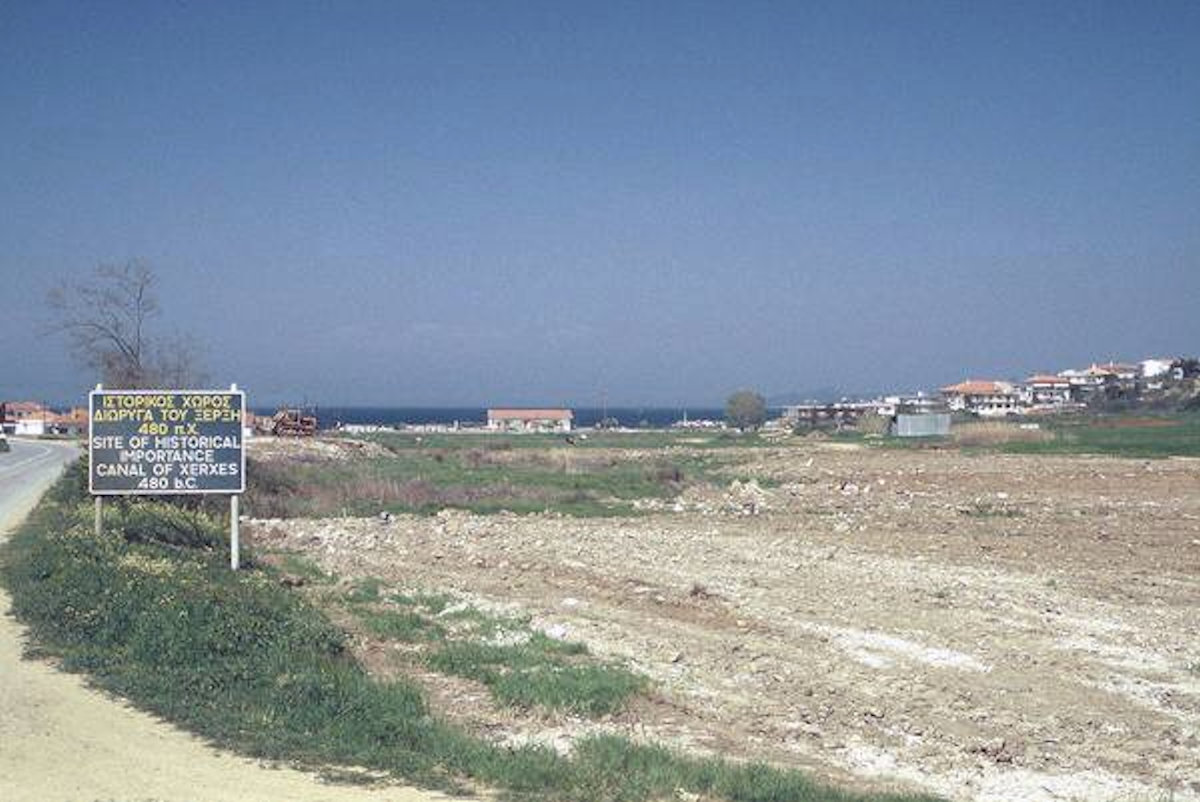
Высохшее русло
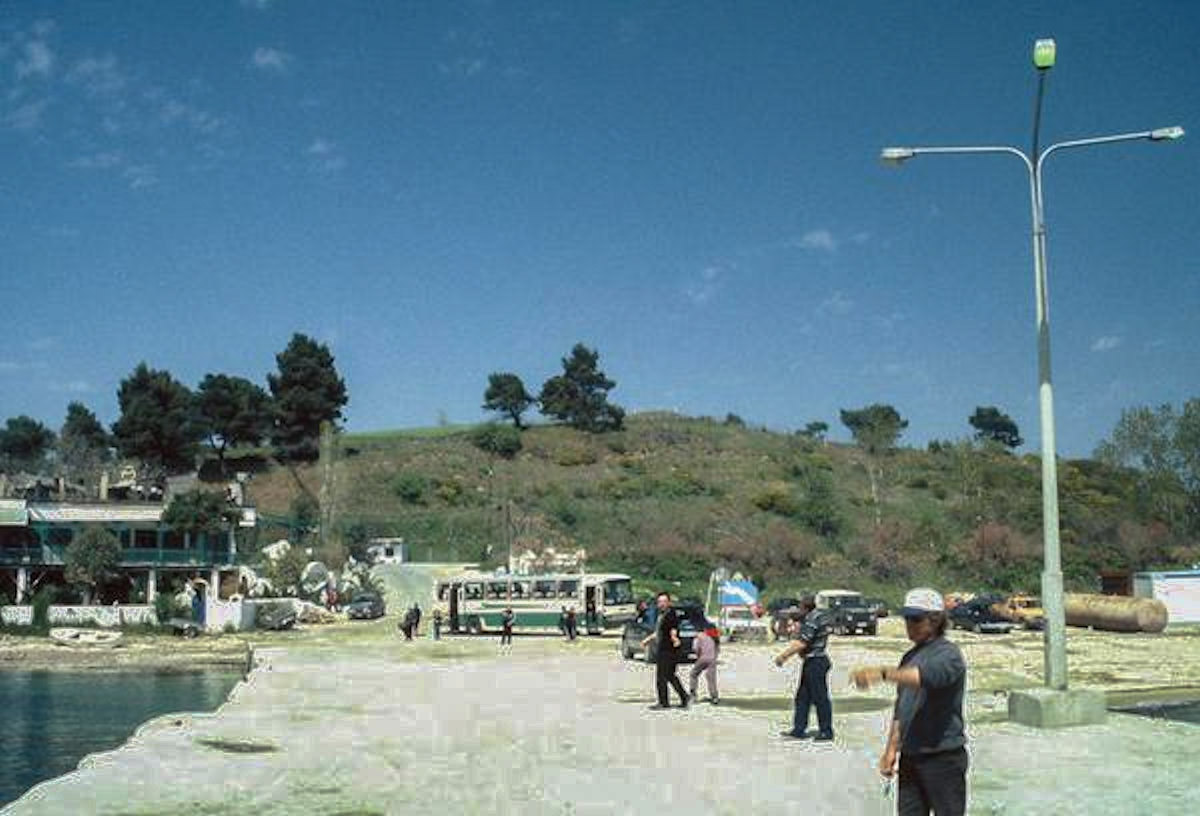
Курган у южного конца канала